# Ференчак, Сергей Владимирович
Серге́й Влади́мирович Ференчак (укр. Сергій Володимирович Ференчак; 27 апреля 1984, Красноперекопск, Крымская область — 19 мая 2021, Севастополь) — украинский футболист, полузащитник. Детский тренер в клубе «Севастополь». Мастер спорта по футболу.

## Биография
В ДЮФЛ выступал за СДЮШОР-5 (Севастополь) и УОР (Симферополь). Профессиональную карьеру начал в армянском «Титане» во Второй лиге. Летом 2005 года попал в красноперекопский «Химик». В июле 2007 года подписал контракт с симферопольской «Таврией». В августе 2007 года был арендован «Севастополем», клуб выступал в Первой лиге.
Летом 2008 года вернулся в «Таврию». В Премьер-лиге дебютировал 3 августа 2008 года в матче против полтавской «Ворсклы» (1:3), Ференчак вышел на 69 минуте вместо Лаки Идахора.
Летом 2009 года вернулся в «Севастополь», стал капитаном команды. В июле 2011 года, после вылета «Севастополя» в Первую лигу, перешёл в луганскую «Зарю», подписав с командой контракт на 3 года. В январе 2014 года покинул состав «Зари».
После аннексии Крыма Россией принял российское гражданство. В феврале 2015 года стал игроком севастопольского СКЧФ, который выступает в чемпионате Крыма.
С 2019 года — тренер группы начальной подготовки в клубе «Севастополь».
Умер 19 мая 2021 года в Крыму.